# Сент Џозеф (Луизијана)
Сент Џозеф (енгл. St. Joseph) град је у америчкој савезној држави Луизијана.

## Демографија
По попису из 2010. године број становника је 1.176, што је 164 (-12,2%) становника мање него 2000. године.
| Група             | 2000.       | 2010.       |
| Белци             | 399 (29,8%) | 244 (20,7%) |
| Афроамериканци    | 919 (68,6%) | 910 (77,4%) |
| Азијати           | 3 (0,2%)    | 4 (0,3%)    |
| Хиспаноамериканци | 10 (0,7%)   | 6 (0,5%)    |
| Укупно            | 1.340       | 1.176       |